# Ton Kawakami
Ton Kawakami (* 21. November 2000 in Japan) ist ein japanisch-brasilianischer Motorradrennfahrer, welcher mit brasilianischer Staatsbürgerschaft antritt. Er fährt 2021 in der Supersport-300-Weltmeisterschaft für AD78 Team Brasil by MS Racing. Sein Stallgefährte ist sein jüngerer Bruder Meikon.

## Statistik

### In der Supersport-300-Weltmeisterschaft
(Stand: 24. April 2022)
| Saison | Team                          | Motorrad      | Rennen | Siege | Zweiter | Dritter | Poles | Schn. Runden | Punkte | Ergebnis |
| ------ | ----------------------------- | ------------- | ------ | ----- | ------- | ------- | ----- | ------------ | ------ | -------- |
| 2019   | BCD Yamaha MS Racing          | Yamaha YZF-R3 | 8      | –     | –       | –       | 1     | –            | 4      | 33.      |
| 2020   | AD78 Team Brasil by MS Racing | Yamaha YZF-R3 | 14     | –     | –       | –       | –     | –            | 53     | 15.      |
| 2021   | AD78 Team Brasil by MS Racing | Yamaha YZF-R3 | 16     | –     | –       | 1       | 1     | –            | 57     | 13.      |
| 2022   | AD78 Team Brasil by MS Racing | Yamaha YZF-R3 | 3      | –     | –       | –       | –     | –            | 11     | 15.      |
| Gesamt | Gesamt                        | Gesamt        | 41     | 0     | 0       | 1       | 2     | 0            | 125    |          |